# ハデル・バレンシア
ハデル・アンドレス・バレンシア・メナ（Jader Andrés Valencia Mena, 1999年11月15日 - ）は、コロンビア・スクレ県シンセレホ出身のサッカー選手。リーグ・アン・RCランス所属。ポジションはFW。

## クラブ経歴
2014年に15歳でカテゴリア・プリメーラB (2部リーグ)のボゴタFCのトップチームに昇格し、9月15日のレオネスFC戦で先発でプロデビュー。2016年5月15日のボカ・ジュニアーズ・デ・カリ戦でプロ初ゴールを記録。同年シーズンは2部リーグながらシーズン6ゴールを決め、翌2017年シーズンも16試合8ゴールを決めたところで、7月1日にミジョナリオスFCに移籍。2019年にはRCランスにローン移籍で加入した。

## 代表歴
2019年にチリで開催された南米ユース選手権に、U-20のコロンビア代表として出場した。